# Reinhardshausen (Stadtlauringen)
Reinhardshausen ist  ein Gemeindeteil des Marktes Stadtlauringen im unterfränkischen Landkreis Schweinfurt in Bayern. Der Weiler liegt in der Gemarkung Altenmünster.

## Geografische Lage
Reinhardshausen liegt relativ zentral im Stadtlauringer Gemeindegebiet am Lauerzufluss Geißler. Mit dem nördlich gelegenen Sulzdorf ist Reinhardshausen über die Kreisstraße SW 32 verbunden. Im Südosten liegt Wettringen. Der Süden wird von Altenmünster eingenommen, zwei Mühlen reihen stehen hier in Richtung Reinhardshausen entlang des Altenmünster Mühlbaches. Im Westen liegt in einiger Entfernung Rothhausen im Landkreis Bad Kissingen. Stadtlauringen liegt nordwestlich von Reinhardshausen. Durch Reinhardshausen verläuft der Fränkische Marienweg.

## Geschichte
Der Ortsname geht wahrscheinlich auf einen Personennamen zurück. Im Jahr 1180 ist ein Reginhardus im nahen Sulzdorf nachgewiesen, der eventuell später den Weiler gründete. Im Jahr 1317 waren dort die Grafen von Henneberg begütert, sie überschrieben ihren Besitz einem Fritz Landmann. 1340 kam der Weiler zum Zentgericht Maßbach in der Grafschaft Henneberg. Reinhardshausen besitzt keine eigene Gemarkung, sondern ist Teil des Gebietes von Altenmünster.
Kirchlich waren Altenmünster und Sulzdorf mit Reinhardshausen bereits im Mittelalter eng miteinander verbunden. Der Pfarrer musste an den Sonntagen zwischen den beiden Orten pendeln. Die Geißler führte oft zu viel Wasser, sodass die gesamte Umgebung in ein Sumpfgebiet verwandelt wurde. Deshalb errichteten die Gemeinden vor 1574 den sogenannten Pfaffensteig, einen hölzernen Hochsteg. 1810 wurde er durch Steine verstärkt. Heute zeigt ein Kreuzweg des Künstlers Hubert Knobling die alte Verbindung.